# 莫里斯·福雷
莫里斯·福雷（法語：Maurice Fauré，1859年6月26日—），法国男子射击运动员。他曾代表法国参加1900年和1912年夏季奥林匹克运动会射击比赛，未获得奖牌。